# トムとジェリー 火星へ行く
トムとジェリー 火星へ行く（Tom and Jerry: Blast Off to Mars）は2004年11月30日にリリースされたトムとジェリーのOVA。このSFアニメの制作はワーナー・ブラザース。

## あらすじ
いつものように追いかけっこをしていたトムとジェリーは、ひょんなことから火星行きのロケットに乗り、宇宙旅行をする羽目になってしまう。

## キャスト
- トム：ビル・コップ
- スパイク：フランク・ウェルカー
- ブリストル司令官：ブラッド・ギャレット
- グルックマン博士：ジェフ・グレン・ベネット
- ピープ：キャサリン・フィオーレ
- バズ：ジェス・ハーネル
- ビフ・バザード：ビリー・ウェスト
- コンピューター：ロブ・ポールセン
- 火星人：コーリー・バートン、トム・ケニー、他

### 日本語吹替
- トム：肝付兼太
- ジェリー：堀絢子
- ブリストル司令官：郷里大輔
- グルックマン博士：小形満
- ビフ：中田和宏
- バズ：高宮俊介
- ピープ：白石涼子
- ブログ：泉尚摯
- その他：宮澤正、下和田裕貴、多田野曜平、楠見尚己、高戸靖広、田村聖子

## ワイドスクリーン
この作品は、トムとジェリーシリーズ2作目にワイドスクリーンで収録された作品である。（なお、トムとジェリー初のワイドスクリーンは1993年に公開された『トムとジェリーの大冒険』）
『トムとジェリーの大冒険』はリージョン1番DVDで公開された際4:3 スタンダードサイズ（Cropping the Left and Right of the Image）、だったがカメラは映像の中央にいてPan and scanを行ったわけでもないのに対し、そのバージョンは高精細度ビデオ形式だった。MPAAによるレイティングはG。
『アメリカン・アイドル』、『アニマル天国は今日も晴れ』、『おさるのジョージ』、『Out of Jimmy's Head』、『The Proud Family Movie』、『Scooby-Doo! in Where's My Mummy?』、『ハイスクール・ミュージカル』、『The Land Before Time XII: The Great Day of the Flyers』といった高精細度ビデオで収録されたテレビ番組および映画とは違い、モニターはキャラクターといった重要な視覚情報が多すぎて見えなくならないよう16:9および4:3を保っていた。なお、『Cartoon Network HD』で放送された時は、ワイドスクリーンだった。